# Culture numérique
Pour le think-tank français, voir Culture numérique.
L'expression culture numérique, culture digitale, culture internet, culture web, cyberculture ou e-culture fait référence aux nouvelles habitudes culturelles produites par le développement et la diffusion des nouvelles technologies numériques et en particulier d'Internet et du web.  
« Ensemble des techniques matérielles et intellectuelles, des pratiques, des modes de pensée et des valeurs qui se développent sur Internet », la culture numérique témoigne de l'utilisation de l'informatique dans tous les domaines de l'activité humaine.

## Définition
La culture numérique renvoie d'abord à toute forme de production originale d’une œuvre culturelle à l’aide des technologies numériques, et en particulier des technologies de l’information et de la communication. Elle se réfère également aux relations entre producteurs et publics des œuvres culturelles, ces relations étant profondément bouleversées par les technologies numériques.
Comme tous les documents (sons, images fixes ou animées, textes, vidéos) peuvent être numérisés avec les technologies de l’information et de la communication, tout produit culturel peut être représenté et exprimé sous forme d’informations numériques qui peuvent ensuite être traitées, copiées, stockées et transmises instantanément à travers le monde entier. Au delà de l'information par la messagerie instantanée et le courrier électronique, la diffusion massive des outils informatiques et des systèmes de communications unifiées a entraîné un développement rapide de nouvelles formes d’expressions culturelles.
Toutefois, l'expression « culture numérique » vise à donner une définition du numérique qui ne se réduit pas seulement à un ensemble d'outils et de dispositifs techniques.  En effet, la valeur culturelle du numérique réside dans le fait qu'il modifie les pratiques humaines et le sens de celles-ci. Il est primordial de réfléchir à sa définition dans sa globalité et non seulement à partir de sa matérialité. Comme l'explique Marcello Vitali-Rosati dans Pratiques de l'édition numérique : « L’outil produit les pratiques et produit aussi le sens de ces pratiques, il modifie notre façon d’être au monde, mais aussi notre « nature », car il change notre façon de comprendre, notre façon de gérer l’attention, notre façon de penser, notre perception du temps... ». La culture numérique « procèderait d’un double processus d’acculturation à la technique et de technicisation des relations ». Ainsi, l'expression « culture numérique » rend compte du changement de paradigme qu'entraîne le numérique, si bien que Milad Doueihi parle de « conversion numérique ».
Par ailleurs, la notion de cyberculture désigne, selon Pierre Lévy, l'un de ses principaux théoriciens, un nouveau rapport au savoir, une transformation profonde de la notion même de culture, voire une intelligence collective dont Wikipédia pourrait à juste titre servir d'exemple.

## Histoire
La culture numérique s’est développée au cours des dernières décennies en raison de l’amélioration des processus mis en œuvre pour produire, diffuser et utiliser des produits culturels grâce aux progrès des outils numériques.
Des réalisations de musique électronique existaient depuis les années 1950, et l’utilisation d’ordinateurs ou d’autres machines électroniques par les artistes existe depuis plusieurs décennies. Les recherches sur la composition assistée par ordinateur remontent à 1955, et débouchèrent en 1956 sur le fameux quatuor à cordes dit « Suite Illiac », élaboré par Lejaren A. Hiller et Léonard M. Isaacson (en) à l’université de l’Illinois. La diffusion de l’Internet et des ordinateurs portables a permis l’émergence de nouvelles formes de culture numérique dans les années 1990 et 2000, mais c’est surtout la diffusion massive de l’Internet haut débit et des téléphones intelligents qui a renforcé de façon spectaculaire le développement de la culture numérique.
En France, les enjeux de la culture numérique ont été analysés en 2007 par Marc Le Glatin dans son livre Internet : un séisme dans la culture ?. Cet ouvrage interpelle les responsables politiques et économiques sur leur rôle dans le développement de la culture à l'aide des outils numériques. Il analyse également le bouleversement des pratiques culturelles de millions d'êtres humains et remet en cause tout à la fois le modèle économique des grandes entreprises du divertissement (notion d'entertainment en anglais) et les politiques publiques de soutien à la culture.
L'expression de culture numérique est présentée dans le livre La grande conversion numérique de Milad Doueihi. Au début de cet ouvrage, il parle des bouleversements qui « ont induit des pratiques de masse, qui instaurent vite de nouvelles normes culturelles, et celles-ci remettent en cause des conventions et traditions établies ».
L'expression est successivement reprise par les médias, des blogs, des sites internet et des groupes de chercheurs. Depuis, la culture numérique est devenue un véritable domaine de spécialisation.
L'enseignement de la culture numérique est un enjeu pour la formation des futurs citoyens. Malgré l'impact de la révolution numérique dans tous les domaines d'activité, les jeunes générations sont peu formées et la culture numérique est absente de la scolarité en France. 
Enfin, il est important de préciser que la culture numérique a connu un élargissement linguistique ces dernières décennies. Au départ, la culture numérique était principalement centrée sur la langue anglaise. En raison du recours précoce de la technologie informatique à des systèmes de codage textuel principalement adaptés à la langue anglaise, les sociétés anglophones - suivies par d'autres sociétés aux langues basées sur l'écriture latine - ont bénéficié d'un accès privilégié à la culture numérique. Cependant, d'autres langues ont progressivement pris de l'importance. Plus précisément, la proportion de contenu sur Internet en anglais est passée d'environ 80 % dans les années 1990 à environ 52,9 % en 2018,.

## Transversalité de la culture numérique
La culture numérique est caractérisée par la création de produits inédits réalisés grâce à l’intégration d’éléments issus de plusieurs domaines culturels autrefois séparés. L'utilisation du micro-ordinateur comme support va permettre aussi l'apparition d'un genre hybride : le multimédia, dont les œuvres mélangent image, son, et programmation. La principale clé de compréhension de la culture numérique est que les flux d'informations dans l'environnement numérique possèdent les propriétés socio-techniques suivantes : 
- l'instantanéité (transfert d'informations quasiment immédiat)
- la décentralisation (pas d'instance pivot pour diriger)
- l'asynchronicité (chacun agit à son rythme)
- la multilatéralité (échanges de plusieurs à plusieurs)
- la persistance (Les traces et copies électroniques sont définitives)

À ce titre, la télévision et la radio changent elles aussi leurs modes de production et de diffusion, sous l'influence des environnements numériques et par leur convergence dans l'Internet.
Cette affiliation à l'Internet comme base de succès pour tout outil numérique, que ce soit pour la téléphonie, la télévision ou la radio, met en évidence le phénomène de convergence entre les moyens de communication, appelé convergence multimédia. Cette convergence est le résultat de l'adoption massive d'un standard ouvert à tous sans discrimination, le protocole TCP/IP (base technologique du réseau Internet). Par exemple, un lien hypertexte est le résultat d’un agrégat de plusieurs documents entrelacés par des liens avec des inclusions d’images fixes ou animées et de sons ou de musique. Cette intégration est le résultat de la numérisation des divers éléments physiques servant de support aux produits culturels (textes, images fixes et animées, sons et musique, etc.) et de la convergence des technologies de l’information et de la communication permettant de traiter aisément ces informations numérisées et intégrées avec les mêmes outils.
Cette intégration entraîne le brouillage des frontières entre des domaines culturels autrefois très séparés, et qui faisaient l’objet de traitement par des spécialistes. Cela entraîne l’émergence d’une transversalité des domaines avec la création de nouvelles formes de culture.[réf. nécessaire]
Les jeunes sont particulièrement ouverts à de nouvelles formes de créativité en tirant parti de cette intermédialité, par exemple avec les pratiques du mix et du mash-up sur Internet. Cependant, des séniors font aussi preuve de créativité et d’ouverture d’esprit à partir de leurs expériences. Chris Marker a particulièrement tiré parti de cette transversalité en produisant des œuvres de culture numérique au-delà de ses 80 ans et jusqu'à sa mort à 91 ans. Les œuvres de Chris Marker font l'objet d'un grand nombre de pages sur Internet. Chris Marker a créé un univers virtuel sur Second Life qui est un exemple typique de culture numérique .

## Démarche collaborative sans frontière: l'humanisme numérique
L'humanisme numérique est un concept qui s'inscrit dans le vaste champ des humanités numériques. L'ensemble d'outils que met à disposition le numérique est à même de (re)déterminer le concept de culture. Or, Milad Doueihi propose de penser la culture numérique moins sous l'aspect de la rupture que sous celui de la continuité, notamment avec la tradition humaniste. Dans Pour un humanisme numérique, il définit l'humanisme numérique comme le « résultat d'une convergence entre notre héritage culturel complexe et une technique devenue un lieu de sociabilité sans précédent ». Cette première définition remet en cause la notion d'immatérialité par laquelle le numérique est souvent caractérisé, en insistant sur la notion d'espace. En effet, la suppression du facteur de la distance géographique (envisagé comme obstacle aux échanges culturels) sur Internet permet d’accéder aux produits culturels disponibles à travers le monde entier. Cette ouverture sur le monde peut se faire par la simple consultation de sites distants, mais aussi par l'intermédiaire d'espaces de sociabilité qui favorisent les échanges entre différentes cultures. Les technologies de l’information et de la communication donnent la possibilité de créer des réseaux de producteurs culturels avec des membres dispersés dans le monde entier, qui ne se sont jamais rencontrés physiquement, mais qui partagent des goûts communs sur un sujet donné. Elles donnent également à de simples particuliers la possibilité de contribuer à des sites Internet (tels que Wikipédia) pour faire connaître des caractéristiques intéressantes de leurs cultures à des millions de lecteurs lointains. 

La caractérisation de Doueihi permet également de dépasser le stéréotype de l'antagonisme entre l'humain et la machine. Marcello Vitali-Rosati, dans un article publié dans la revue Sens Public, interprète la définition de Milad Doueihi de la façon suivante : 

« [...] le numérique est d’ores et déjà une culture, une civilisation. Le point de vue de l’auteur se montre par-là d’une originalité radicale : il ne faut pas traiter le numérique comme un outil, il ne faut pas en parler comme s’il pouvait être un simple objet d’étude ; le numérique est proprement sujet en ce qu’il engendre une culture, il produit une nouvelle façon de voir le monde, une nouvelle civilisation. »

Les outils numériques font partie de nos pratiques quotidiennes et modifient notre regard sur les environnements et plus largement sur le monde. Ces derniers renouvellent les modalités de notre contexte culturel occidental et ont un impact direct sur nos interactions et notre perception de ce monde. Ces pratiques sont intégrées par tous les membres de la société de communication ; c’est une manière d’interagir avec le monde qui s’est globalisée, d’où le terme d’humanisme numérique.

## Le numérique par rapport au digital
L'adjectif « digital » tend à s'utiliser en concurrence avec « numérique ». En effet, l'usage de l'un ou l'autre de ces adjectifs n'a pas toujours fait l'unanimité. Même si son emploi a été critiqué comme un calque de l'anglais, le terme de « digital » est dans le dictionnaire Larousse depuis 2013. Selon Alexandre Moatti, il serait favorisé par « les plus en pointe de ces milieux économiques (start-ups, agences de communication digitale) ». Olivier Le Deuff stipule que l'adjectif « digital » renvoie notamment à la nature « double » du numérique, à l'indexation qui représente une partie importante de l'histoire des humanités numériques. Dans son article intitulé Les humanités digitales précèdent-elles le numérique ?, il décrit sa prise de position en ces termes : 

« [...] Dès lors, l’adjectif digital semble davantage
pertinent que numérique, car il oblige à une position mesurée et réfléchie vis-à-vis de la
technique qui ne soit ni technophile, ni technophobe comme le recommandait le philosophe Gilbert Simondon (Simondon, 1989). L’emploi de digital apparaît ainsi une position plus « raisonnable » que numérique qui se place comme étant surtout du côté du ratio, c’est-à-dire du calculable. »

À plusieurs reprises, l'emploi de l'adjectif « digital » semble privilégié. Pourtant, il demeure encore difficile d'affirmer que cet emploi relève d'un consensus. À titre d'exemple, l'Office québécois de la langue française déconseille l'usage du terme « digital » dans ce contexte :  
« L'emprunt digital est déconseillé parce qu'il ne s'inscrit pas dans la norme sociolinguistique du français au Québec. Digital fait uniquement référence aux doigts de la main. »  

## Production culturelle
Du point de vue de la production culturelle, la cyberculture englobe des œuvres très diverses présentant un lien avec les technologies de l'information : informatique et réseaux. Ce lien peut être d'usage, lorsque musiciens et graphistes se saisissent de la micro-informatique comme outil de création. Il peut être imaginaire et métaphorique lorsque les romanciers cyberpunk inventent des intelligences artificielles (IA) omniscientes en extrapolant depuis leur Macintosh SE. Au cours des années 1990, de nombreux essais vont utiliser le web, et plus largement l'Internet, comme une métaphore de la connaissance, de la société, bref, du monde. 

## La culture numérique dans les zones rurales
La production et l’utilisation de culture numérique dans les zones rurales sont inférieures à celles des zones urbaines. Cette fracture numérique géographique s’explique par plusieurs raisons :
- le type d’habitat avec une tendance à la désertification des zones rurales par les catégories socioprofessionnelles supérieures en relation avec l'embourgeoisement des zones urbaines,
- les classes populaires restent davantage en zones rurales à cause des prix élevés du logement en ville et ces catégories sont moins consommatrices à la fois de contenus culturels et d’équipements en Technologies de l'Information et de la Communication (TIC),
- les formes de culture populaire présentes en zones rurales sont souvent attachées aux traditions et sont moins présentes dans les nouvelles formes de culture numérique,
- les manifestations assurant la promotion de la culture numérique se situent généralement dans de grandes villes pour se rapprocher de leurs spectateurs,
- les services par Internet spécialement conçus pour les urbains sont plus nombreux que ceux dédiés aux ruraux, d’où une moindre incitation à utiliser Internet en zones rurales.

Cependant, on peut noter de nouvelles tendances pouvant contribuer progressivement au développement de la culture numérique dans les zones rurales :
- le mouvement des télécentres (ou télécottages) cherche à créer des lieux communautaires qui servent de lieux d’échange et de soutien non seulement aux activités professionnelles, mais aussi aux activités culturelles,
- le développement du télétravail contribue à attirer des personnes appartenant aux CSP en zones rurales, lesquels contribueront à augmenter la demande,
- les TIC offrent des ressources pour limiter les déplacements avec le commerce en ligne, l'Administration électronique et tous les loisirs, ce qui est particulièrement intéressant pour les zones rurales. Cette stimulation à l'utilisation de TIC contribuera à renforcer l'accès à la culture numérique en zones rurales.